# Луций Калпурний Пизон Понтифекс
Вижте пояснителната страница за други личности с името Луций Калпурний Пизон.
Луций Калпурний Пизон Цезонин  (на латински: Lucius Calpurnius Piso Caesoninus; * 48 пр.н.е.; † 32 г.), наричан Понтифекс, за да се различава от роднините си със същото име, е римски политик по времето на Август и Тиберий.

## Биография
Син е на Луций Калпурний Пизон Цезонин. Неговата по-стара сестра Калпурния е последната съпруга на Гай Юлий Цезар.
През 15 година пр.н.е. той става консул. През следващите години Пизон е управител на различни провинции. През 13 пр.н.е. е управител на Галация и Памфилия. От 12 до 10 пр.н.е. води успешна война срещу тракийските беси, като помага на Реметалк I и получава затова ornamenta triumphalia. От 13 г. до смъртта си Пизон е градски praefectus urbi. Пизон е също понтифекс и арвал.
Пизон умира 80-годишен и получава държавно погребение.
Пизон пише стихотворения. За него пише Хораций в ars poetica. Антипатър Солунски посвещава на Пизон епиграми.